# Bulbophyllum dichotomum
Bulbophyllum dichotomum là một loài phong lan thuộc chi Bulbophyllum.